# Degerfors kyrkogård
Degerfors kyrkogård är en begravningsplats på Jannelundsvägen i centrala Degerfors, norr om Degerfors järnverk. Kyrkogården invigdes 1883 och sköts av Degerfors-Nysunds församling.

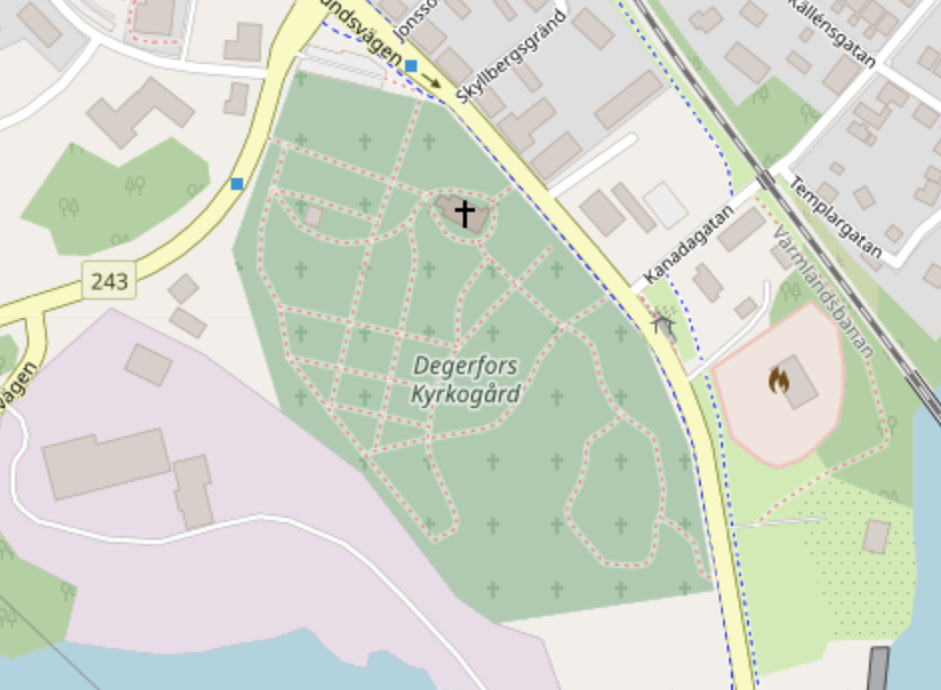
Karta över Degerfors kyrkogård.